# 大广安乡
大广安乡是中国河北省廊坊市大城县下辖的一个乡。

## 行政区划
大广安乡下辖大广安村、刘木庄村、小孟桥村、大孟桥村、大流河村、西流河村、东流河村、仰止村、李庄子村、小广安村、袁家屯村、王范村、杜家庄村、东马村、西马村、阁里村、邓零巨村、张零巨村、肖零巨村、李零巨村、仝庄子村、郭王只堡村、李王只堡村、西桑生村、东桑生村、西牛村、王牛村、东牛村、西陈村、东陈村、夏家屯村、季村、赵家务村、郝家屯村、张家屯村、关家屯村、王香屯村。